# Sīlveh
Sīlveh (persiska: سیلوه) är en ort i Iran.   Den ligger i provinsen Västazarbaijan, i den nordvästra delen av landet, 600 km väster om huvudstaden Teheran. Sīlveh ligger 1 558 meter över havet och antalet invånare är 919.
Terrängen runt Sīlveh är kuperad åt nordost, men åt sydväst är den bergig.Runt Sīlveh är det ganska glesbefolkat, med 48 invånare per kvadratkilometer. Närmaste större samhälle är Piranshahr, 11,7 km söder om Sīlveh. Trakten runt Sīlveh består i huvudsak av gräsmarker.